# Aeroporto di Ambrì
L'Aeroporto di Ambrì (ICAO: LSPM) è un aeroporto svizzero situato in località Ambrì, frazione di Quinto, a 7 km sud-est di Airolo, in Canton Ticino.

## Storia
L'aeroporto di Ambrì fu costruito durante la seconda guerra mondiale come base militare delle truppe d'aviazione dell'Esercito svizzero. Fu la base del Fighter Squadron 8, la cui flotta includeva l'EKW C-35, il Messerschmitt Bf 109, il de Havilland DH.100 Vampire, il de Havilland DH.112 Venom e il Hawker Hunter. La pista, circondata da montagne elevate, era considerata dai piloti delle Forze Aeree Svizzere uno delle basi più affascinati della forza armata elvetica.
Le montagne che circondano l'aeroporto alloggiano i bunker di cui sono stati sede di edifici tattici, aerei da combattimento e truppe. Si poteva accedere ai bunker dalle piste di rullaggio che passavano sotto l'autostrada A2, e sul fiume Ticino.
Nel 1994 la base militare delle Forze aeree svizzere è stata chiusa e il campo di aviazione convertito in aerodromo civile. Gli hangar sotterranei che un tempo ospitavano la base esistono ancora, non più utilizzati.
A nord della pista è stato costruito nel 2021 il nuovo stadio (Nuova Valascia) dell'Hockey Club Ambrì-Piotta. Il sedime della pista svolge la funzione di parcheggio durante le partite casalinghe da diversi anni.